# Víctor Algarañaz
Víctor Celestino Algarañaz (1926 – ?) bolíviai válogatott labdarúgó.
A bolíviai válogatott tagjaként részt vett az 1950-es világbajnokságon és az 1949-es Dél-amerikai bajnokságon.